# Liste des pièces commémoratives de 2 euros de 2006
Carte
- une pièce commémorative de 2 € émise
- pas de pièce commémorative de 2 € émise
- ne fait pas partie de la zone euro

Chronologie
2005 2007
Pour un article plus général, voir Pièce commémorative de 2 euros.
Une pièce commémorative de 2 euros est une pièce de 2 euros frappée par un État membre de la zone euro ou par un des micro-États autorisés à frapper des pièces de monnaie libellées en euro, destinée à commémorer un événement historique ou célébrer un événement actuel important. 
Cet article répertorie les 7 pièces commémoratives émises en 2006.
Cette même année est marquée par le lancement de la première série de pièces allemandes de 2 euros des Länder. L'Allemagne émet ainsi sa première pièce à l'occasion de la présidence du Schleswig-Holstein au Bundesrat. La Belgique, la Finlande, l'Italie, le Luxembourg, Saint-Marin et le Vatican frappent également une nouvelle pièce commémorative de 2 €. Sept nouvelles pièces, soit une de moins qu'en 2005, sont donc émises en cette année 2006.

## Pièces émises
| Allemagne                | Présidence du Schleswig-Holstein au Bundesrat |                       |
|                          | Cette pièce est la première pièce commémorative de 2 € émise par l'Allemagne et la première de la première série de 16 pièces de 2 € commémoratives sur les Länder allemands. La représentation de la Holstentor, porte emblématique de la ville de Lübeck. En dessous de la porte apparaissent les mots SCHLESWIG-HOLSTEIN. Les douze étoiles du drapeau européen forment un demi-cercle sur la partie supérieure de l'anneau externe, interrompu par le millésime 2006 au sommet de la pièce. Le nom du pays émetteur BUNDESREPUBLIK DEUTSCHLAND forme un demi-cercle sur la partie inférieure de l'anneau extérieur. |                       |
| Graveur : Heinz Hoyer    | \| Gravure sur la tranche : \| Date : \| Tirage : \| \| \| 3 février 2006 \| 30 millions de pièces[3] \| |                       |
| Gravure sur la tranche : | Date : | Tirage :              |
|                          | 3 février 2006 | 30 millions de pièces |

| Belgique                 | Rénovation de l'Atomium, à Bruxelles |                      |
|                          | La représentation de l'Atomium, à Bruxelles. La lettre B, initiale de la Belgique apparaît en haut de la pièce et le millésime 2006 apparaît en bas. L'anneau externe de la pièce comporte les douze étoiles du drapeau européen. |                      |
| Graveur : Luc Luycx      | \| Gravure sur la tranche : \| Date : \| Tirage : \| \| \| Avril 2006 \| 5 millions de pièces \| |                      |
| Gravure sur la tranche : | Date : | Tirage :             |
|                          | Avril 2006 | 5 millions de pièces |

| Finlande                 | 100e anniversaire du suffrage universel et égalitaire en Finlande |                        |
|                          | La représentation stylisée de deux visages, l'un masculin et l'autre féminin, séparés par une ligne. À gauche de la pièce figure la date 1.10.1906 et à droite, le millésime, au milieu duquel est insérée l'abréviation du pays : 20 FI 06. L'anneau externe de la pièce comporte les douze étoiles du drapeau européen. |                        |
| Graveur : Pertti Mäkinen | \| Gravure sur la tranche : \| Date : \| Tirage : \| \| \| Octobre 2006 \| 2,5 millions de pièces[6] \| |                        |
| Gravure sur la tranche : | Date : | Tirage :               |
|                          | Octobre 2006 | 2,5 millions de pièces |

| Italie                           | XXes Jeux olympiques d'hiver de Turin de 2006 |                       |
|                                  | Le premier plan représente un skieur en action s'inscrivant dans un arrière-plan d'éléments graphiques stylisés : en haut à gauche le monogramme de la République italienne RI, avec en dessous la lettre R et une reproduction de la Mole Antonelliana, bâtiment emblématique de Turin sous lequel on peut lire l'inscription TORINO (Turin). En haut à droite, les mots GIOCHI INVERNALI (Jeux d'hiver) ; à droite du skieur, le millésime 2006 écrit verticalement. L'anneau externe de la pièce comporte les douze étoiles du drapeau européen. |                       |
| Graveur : Maria Carmela Colaneri | \| Gravure sur la tranche : \| Date : \| Tirage : \| \| \| Février 2006 \| 40 millions de pièces \| |                       |
| Gravure sur la tranche :         | Date : | Tirage :              |
|                                  | Février 2006 | 40 millions de pièces |

| Luxembourg                 | 25e anniversaire du prince-héritier Guillaume |                     |
|                            | Les bustes conjoints du Grand-Duc Henri et de son fils, le Grand-Duc héritier Guillaume regardant vers la droite. Le millésime 2006 est inscrit en dessous des deux effigies. Le nom du pays émetteur LËTZEBUERG apparaît au-dessus des effigies, en demi-cercle. L'anneau externe de la pièce comporte les douze étoiles du drapeau européen. |                     |
| Graveur : Patrice Bernabei | \| Gravure sur la tranche : \| Date : \| Tirage : \| \| \| Janvier 2006 \| 1 million de pièces[9] \| |                     |
| Gravure sur la tranche :   | Date : | Tirage :            |
|                            | Janvier 2006 | 1 million de pièces |

| Saint-Marin                 | 500e anniversaire de la mort du navigateur italien Christophe Colomb |                |
|                             | L'effigie de Christophe Colomb devant une représentation des trois caravelles. En haut est placée l'indication du pays émetteur SAN MARINO, au-dessus d'une rose des vents. En bas, les années 1506 - 2006 dans un cartouche. L'anneau externe de la pièce comporte les douze étoiles du drapeau européen. |                |
| Graveur : Luciana De Simoni | \| Gravure sur la tranche : \| Date : \| Tirage : \| \| \| Octobre 2006 \| 120 000 pièces \| |                |
| Gravure sur la tranche :    | Date : | Tirage :       |
|                             | Octobre 2006 | 120 000 pièces |

| Vatican                                                             | 500e anniversaire de la Garde suisse pontificale |                |
|                                                                     | La représentation d'un garde suisse prêtant solennellement serment sur le drapeau de la Garde. Le garde est entouré de la légende GUARDIA SVIZZERA PONTIFICIA (Garde suisse pontificale) formant un demi-cercle. L'année 1506 apparaît à gauche du garde et le millésime 2006 apparaît à sa droite. En bas, l'indication du pays émetteur CITTÀ DEL VATICANO. L'anneau externe de la pièce comporte les douze étoiles du drapeau européen. |                |
| Graveur : Orietta Rossi (création) Maria Carmela Colaneri (gravure) | \| Gravure sur la tranche : \| Date : \| Tirage : \| \| \| Novembre 2006 \| 100 000 pièces \| |                |
| Gravure sur la tranche :                                            | Date : | Tirage :       |
|                                                                     | Novembre 2006 | 100 000 pièces |

## Compléments

### Lectures approfondies
- Olivier Fournier (dir.), €5 : €monnaies et €billets 1999-2009, Paris, Les Chevaux-Légers, 2009 (ISBN 978-2-916996-13-4)
- Catalogue euro, Monnaie et billets 2014, Geesthacht, Leuchtturm, 2014 (ISBN 978-3-00-026627-0)